# Ljudmyla Schewtschenko
Ljudmyla Schewtschenko  (ukrainisch Людмила Дмитрівна Шевченко, russisch Людмила Дмитриевна Шевченко; * 4. Februar 1970 in Swetlograd, Sowjetunion) ist eine ehemalige russisch-ukrainische Handballspielerin, die an den Olympischen Sommerspielen 2004 teilnahm.

## Karriere
Schewtschenko begann das Handballspielen im Jahr 1982 an einer Sportschule in ihrer Geburtsstadt. Nachdem die Kreisläuferin zwischen 1985 und 1989 für die Mannschaft von Asot aus Newinnomyssk aufgelaufen war, schloss sie sich GK Rostselmasch Rostow an. Mit Rostselmasch gewann sie 1990 und 1991 die sowjetische Meisterschaft. Im Jahr 1991 wechselte Schewtschenko zum Stadtrivalen Istotschnik an, bei dem sie 1997 und 1998 russische Meisterin wurde. In der Spielzeit 1999/2000 stand Schewtschenko beim montenegrinischen Erstligisten ŽRK Budućnost Podgorica unter Vertrag, mit dem sie das nationale Double gewann. Daraufhin gehörte Schewtschenko dem Kader des ukrainischen Vereins HK Motor Saporischschja, mit dem sie bis zu ihrem Karriereende im Jahr 2006 in jeder Spielzeit die Meisterschaft errang.
Schewtschenko gewann mit der sowjetischen Juniorinnennationalmannschaft im Jahr 1989 die U-20-Weltmeisterschaft. Schewtschenko absolvierte 73 Länderspiele für die russische Nationalmannschaft, in denen sie 61 Treffer erzielte. Mit Russland nahm sie an der Weltmeisterschaft 1997, an der Europameisterschaft 1998 und an der Weltmeisterschaft 1999 teil. Später gehörte Schewtschenko dem Kader der ukrainischen Nationalmannschaft an, mit der sie die Bronzemedaille bei den Olympischen Spielen 2004 gewann. Während des olympischen Turniers erzielte sie drei Treffer in sieben Partien.